# Beelen
Beelen (plattdeutsch Bailen) ist eine Gemeinde im Kreis Warendorf im Osten des Münsterlandes in Nordrhein-Westfalen.
Beelen bildet mit 6018 Einwohnern (Stand: 31. Dezember 2023) die kleinste Gemeinde im Kreis Warendorf und ist eine der kleinsten Gemeinden im Land Nordrhein-Westfalen.

## Geographie

### Lage
Beelen liegt im Münsterländer Becken. Die Gemeinde liegt an Axtbach und Beilbach. Der Beilbach mündet westlich der Gemeinde in den Axtbach, der in der Nähe von Warendorf in die Ems fließt.

### Ausdehnung und Nutzung des Gemeindegebiets
Die als kleine Landgemeinde klassifizierte Kommune umfasst eine Fläche von 31,35 km². Der überwiegende Teil besteht aus landwirtschaftlich genutzter Fläche. Im Landesvergleich ist dieser Anteil um 25 Prozentpunkte erhöht, wogegen die Waldflächen fast vernachlässigbar sind.
| Fläche nach Nutzungsart | Landwirt- schaftsfläche | Wald- fläche | Gebäude-, Frei- und Betriebsfläche | Verkehrs- fläche | Wasser- fläche | Sport- und Grünfläche | sonstige Nutzung |
| ----------------------- | ----------------------- | ------------ | ---------------------------------- | ---------------- | -------------- | --------------------- | ---------------- |
| Fläche in km²           | 23,96                   | 1,61         | 2,82                               | 1,87             | 0,7            | 0,36                  | 0,02             |
| Anteil an Gesamtfläche  | 76,4 %                  | 5,1 %        | 9,0 %                              | 5,9 %            | 2,2 %          | 1,1 %                 | 0,1 %            |

### Nachbargemeinden
Nachbargemeinden sind von Norden im Uhrzeigersinn: Harsewinkel, Herzebrock-Clarholz (beide Kreis Gütersloh), Oelde, Ennigerloh, Warendorf und Sassenberg (alle Kreis Warendorf).

### Gemeindegliederung
Beelen hat keine Ortsteile im herkömmlichen Sinn. Rund um Beelen sind verschiedene Bauerschaften und Gewanne: Woeste, Thier, Hornbusch, Landhagen, Serries-Teich, Oester, Holtbaum, Hemfeld, Kiebitzheide und Hörster.
In Beelen gibt es für Bau- und Wohngebiete teilweise eigene Namen: Seehusen, Großer Garten und das Bauenrott-Gebiet.

## Geschichte
Durch einen Urnenfund in der Bauerschaft Hörster im Jahre 1928 wurden in Beelen germanische Wohngruben aus der Zeit 100–150 n. Chr. nachgewiesen.
920 wurde die Beelener Pfarre gegründet. Bischof Nidhard (900–922) weihte die erste Beelener Kirche. Diese wurde von dem bischöflichen Lehnsmann Bruning gestiftet, dem Verwalter des am Axtbach gelegenen Schultenhofes. Von 1022 datiert die älteste Urkunde der Beelener Kirchengeschichte über die Gründung der Beelener Kirche von Bischof Siegfried.
In einer Urkunde von Papst Eugen III vom 23. Mai 1146 wird als Eigentum des Klosters Clarholz „ein Hof in Beelen und eine Kapelle mit allen ihren Gerechtsnamen“ genannt. Das Ministerialengeschlecht von Beelen tauchte 1269 mit dem Knappen Heinrich erstmals auf (Gut Grevinghof). Beelen kam 1294 zum Amt Sassenberg des Hochstifts Münster. Eine Postwagenverbindung von Münster über Warendorf, Beelen und Rheda nach Paderborn und zurück wurde 1679 eingerichtet. Beelen kam im Jahre 1808 zum neugeschaffenen Großherzogtum Berg. Nach dem Wiener Kongress (1815) kam Beelen endgültig zu Preußen.
Beelen erhielt 1887 Anschluss an den Schienenverkehr durch die Eröffnung der Warendorfer Bahn von Münster über Warendorf nach Rheda-Wiedenbrück.
Der Gemeinde wurde 1939 das Recht zur Führung eines Wappens verliehen.

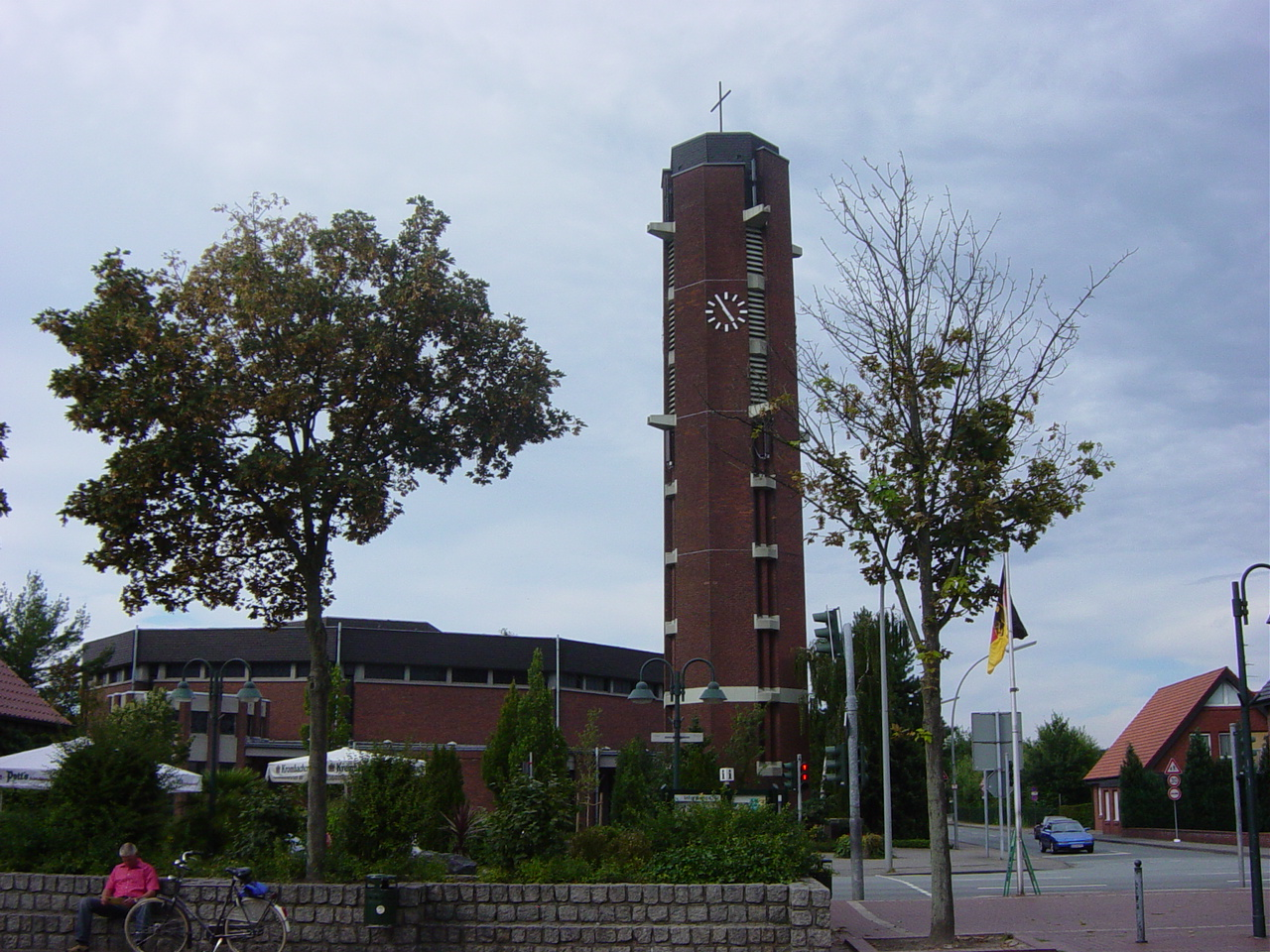
Kirche St. Johannes

In den Jahren 1967/68 wurde die Kirche St. Johannes Baptist nach einer Planung der Architektin Christa Kleffner-Dirxen (Münster) neu erbaut. Auf polygonalem Grundriss wurde ein querovaler Kirchenraum geschaffen. Der Altarraum ist diesem nach Norden angelehnt und leicht erhoben. Die Kirche ist aus Backstein gemauert und flach gedeckt. Der Kirchturm steht nach Art einer Campanile separat vom Kirchenbau. Sie ist St. Johannes Baptist geweiht. 1969 wurde die alte Kirche abgerissen. Der Kirchplatz wurde zum Ehrenmal für die Verstorbenen der Weltkriege des 20. Jahrhunderts umfunktioniert, die Fundamente der alten Kirche von 1854 sind noch vorhanden.
Beelen wurde am 1. Januar 1975 Rechtsnachfolgerin des zum 31. Dezember 1974 infolge der kommunalen Neugliederung aufgelösten Amtes Beelen, dem die Gemeinden Beelen, Ostenfelde und Westkirchen angehörten. Letztere gelangten zu Ennigerloh.
Am 28. Mai 1995 feierte Beelen sein 1075-jähriges Bestehen.

### Eingemeindungen
Im Rahmen der Gebietsreform in Nordrhein-Westfalen wurden zum 1. Januar 1975 mit dem „Gesetz zur Neugliederung der Gemeinden und Kreise des Neugliederungsraumes Münster/Hamm (Münster/Hamm-Gesetz)“ vom 9. Juli 1974 die Gemeinden Ostenfelde und Westkirchen aus dem Amt Beelen herausgelöst und an die Stadt Ennigerloh gegliedert. Die Gemeinde Beelen verblieb als Rechtsnachfolgerin des Amtes.

### Archiv
Das Archiv der Gemeinde Beelen liegt im Kreisarchiv Warendorf.

### Demografie
| Jahr | Einwohner |
| ---- | --------- |
| 1939 | 2.525     |
| 1950 | 3.525     |
| 1960 | 3.587     |
| 1971 | 4.021     |
| 1975 | 4.506     |
| 1982 | 5.018     |
| 1990 | 5.294     |
| 1992 | 5.583     |
| 1994 | 5.707     |
| 1996 | 5.999     |

| Jahr | Einwohner |
| ---- | --------- |
| 1998 | 6.141     |
| 1999 | 6.243     |
| 2000 | 6.330     |
| 2001 | 6.404     |
| 2002 | 6.470     |
| 2003 | 6.522     |
| 2007 | 6.632     |
| 2010 | 6.500     |
| 2022 | 6.247     |
| 2024 | 6.377     |

Einwohnerentwicklung grafisch

Das Durchschnittsalter in Beelen lag im Jahr 2022 bei 42,2 Jahren.

## Politik

### Gemeinderat
Der Gemeinderat hat derzeit 22 Mitglieder aus fünf Parteien. Hinzu kommt Bürgermeister Rolf Mestekemper als stimmberechtigter Vorsitzender des Rates.
Die folgende Tabelle zeigt die Kommunalwahlergebnisse seit 1964.
|                 | 2020  | 2020 | 2014  | 2014  | 2009  | 2009 | 2004  | 2004 | 1999  | 1999 | 1994  | 1994 | 1989  | 1989 | 1984  | 1984 | 1979  | 1979 | 1975  | 1975 | 1969  | 1969 | 1964  | 1964 |
| Partei          | Sitze | %    | Sitze | %     | Sitze | %    | Sitze | %    | Sitze | %    | Sitze | %    | Sitze | %    | Sitze | %    | Sitze | %    | Sitze | %    | Sitze | %    | Sitze | %    |
| --------------- | ----- | ---- | ----- | ----- | ----- | ---- | ----- | ---- | ----- | ---- | ----- | ---- | ----- | ---- | ----- | ---- | ----- | ---- | ----- | ---- | ----- | ---- | ----- | ---- |
| FWG             | 7     | 32,4 | 10    | 39,9  | 12    | 53,7 | 11    | 49,5 | 10    | 44,4 | 9     | 45,1 | 10    | 45,9 | 9     | 44,2 | 8     | 40,0 | 8     | 39,5 | 8     | 42,6 | —     | —    |
| CDU             | 6     | 26,5 | 7     | 28,6  | 6     | 26,3 | 7     | 33,5 | 8     | 38,3 | 9     | 41,1 | 9     | 43,7 | 10    | 44,5 | 11    | 51,0 | 11    | 50,5 | 8     | 40,9 | 13    | 64,5 |
| FDP             | 3     | 13,7 | 3     | 12,19 | 2     | 11,0 | 1     | 5,6  | 1     | 5,6  | —     | —    | —     | —    | —     | —    | —     | —    | —     | —    | —     | —    | 1     | 7,3  |
| SPD             | 2     | 9,5  | 2     | 9,07  | 2     | 9,0  | 3     | 11,0 | 3     | 11,7 | 3     | 13,8 | 2     | 10,4 | 2     | 11,2 | 2     | 9,0  | 2     | 10,1 | 3     | 14,3 | 2     | 10,9 |
| GRÜNE           | 4     | 17,9 | 2     | 10,23 | —     | —    | —     | —    | —     | —    | —     | —    | —     | —    | —     | —    | —     | —    | —     | —    | —     | —    | —     | —    |
| Zentrum         | —     | —    | —     | —     | —     | —    | —     | —    | —     | —    | —     | —    | —     | —    | —     | —    | —     | —    | —     | —    | —     | —    | 3     | 17,3 |
| Gesamt          | 22    | 100  | 24    | 100   | 22    | 100  | 22    | 100  | 22    | 100  | 21    | 100  | 21    | 100  | 21    | 100  | 21    | 100  | 21    | 100  | 21    | 100  | 19    | 100  |
| Wahlbeteiligung | 65,5  | 65,5 | 63,7  | 63,7  | 68,3  | 68,3 | 69,7  | 69,7 | 65,3  | 65,3 | 84,4  | 84,4 | 73,5  | 73,5 | 77,5  | 77,5 | 80,1  | 80,1 | 91,0  | 91,0 | n/v   | n/v  | n/v   | n/v  |

### Bürgermeister
- 1946–1952: Bernhard Brinkhues (Zentrum)
- 1952–1961: August Wulfheide (CDU)
- 1961–1969: Hermann Rüdenholz (CDU)
- 1969–1975: Heinz Hombrink (FWG)
- 1975–1989: Josef Aulenkamp (CDU)
- 1989–1991: Siegbert Elsing (FWG)
- 1991–1994: Josef Aulenkamp (CDU)
- 1994–1995: Elisabeth Kammann (FWG)
- 1995–1999: Heinrich Schwarzenberg (CDU)
- 1999–2004: Martin Braun (parteilos)
- 2004–2020: Elisabeth Kammann (FWG)
- 2020–       : Rolf Mestekemper (parteilos)[9]

### Wappen
| Wappen von Beelen | Blasonierung: „Auf blau und gold (gelb) gerauteten Schild ein schwarzer, silbern (weiß) bewehrter und rotgezungter Löwe.“ |
| Wappen von Beelen | Wappenbegründung: Vorlage für das Wappen war das Familienwappen des Adelsgeschlechts derer von Baeck, das Haus Grevinghof von der Mitte des 14. bis Anfang des 17. Jahrhunderts besaß und Holzrichter der Beelener Mark war. Der Löwe entstammt dem Wappen der Edlen von Oesede. Mit Urkunde vom 2. März 1939 verlieh der Oberpräsident der Provinz Westfalen dem Amt Beelen die Führung eines Wappens, was von der Gemeinde als Rechtsnachfolgerin ohne Neuverleihung übernommen wurde. |

### Gemeindepartnerschaften
Seit 1988 ist Beelen mit Villers-Écalles verschwistert. Der Ort liegt in der Normandie in der Nähe von Rouen. Die Partnerschaft wird organisiert vom Deutsch-Französischen Freundschaftskreis und ist sehr lebendig: Im Jahreswechsel findet zu Christi Himmelfahrt ein Austausch statt. Darüber hinaus gibt es jeden Sommer Jugendfreizeiten.

## Kultur und Sehenswürdigkeiten

Ein restauriertes Fachwerkhaus in Beelen

### Regelmäßige Veranstaltungen
Am zweiten Wochenende im Juli findet in Beelen ein Schützenfest statt. Der Schützenverein zählt etwa 1100 Mitglieder.
Am Wochenende nach dem Johannistag findet in der Gemeinde auf dem Villers-Écalles-Platz die „Jans to Beilen“ eine Kirmes statt. Johannes der Täufer ist der Patron der katholischen Kirche von Beelen.

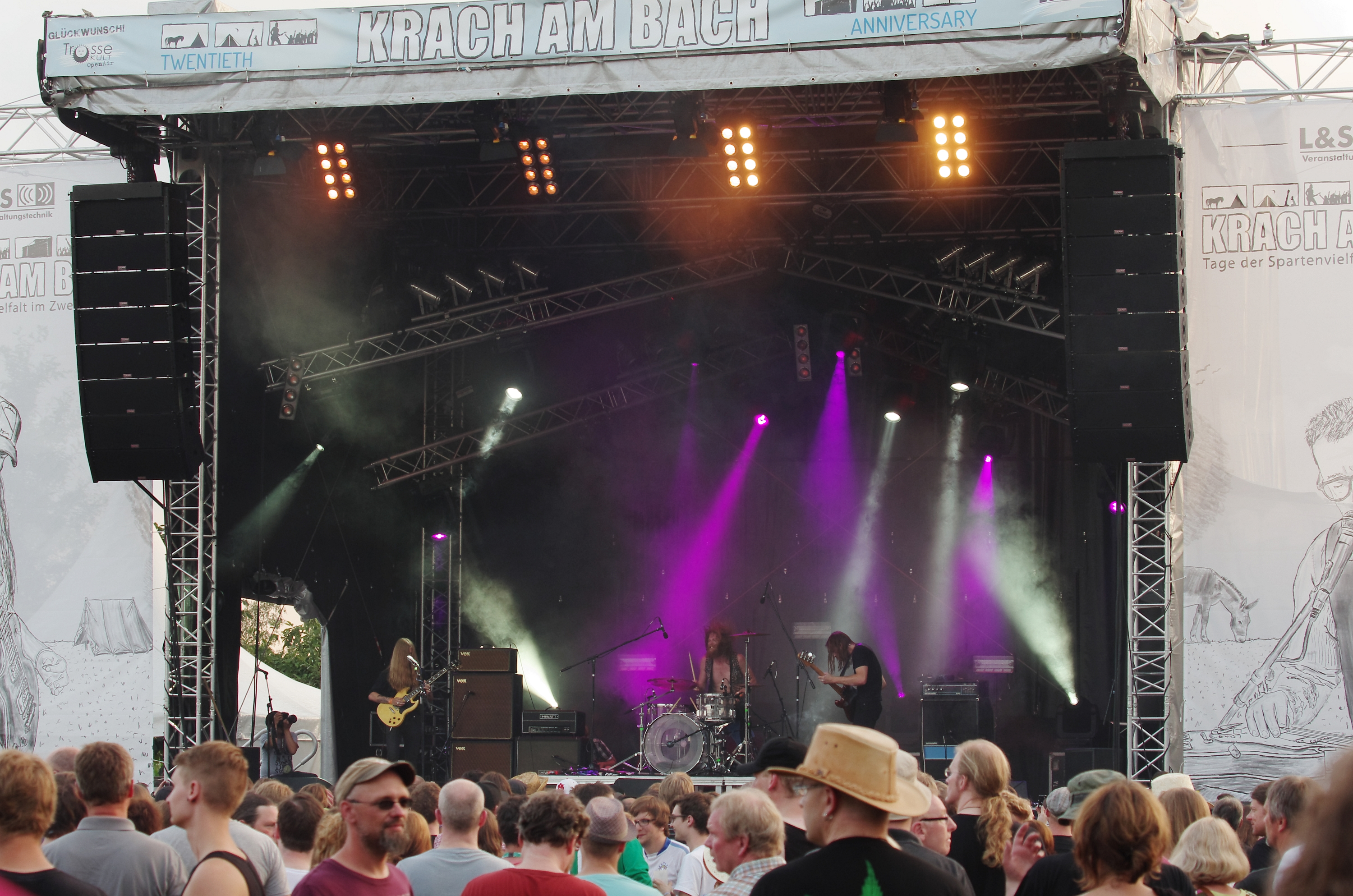
Die Hauptbühne des Krach am Bach Festivals 2013

In Beelen gibt es seit 1994 das Open-Air-Festival Krach am Bach. Dieses findet jährlich am ersten Augustwochenende statt. Seine Ursprünge liegen in den 1970er Jahren, damals hieß es Rock in der Heide. Im Laufe der Jahre sind einige Bands dort aufgetreten, die später noch große Bekanntheit erreicht haben: Beatsteaks, Emil Bulls, 4Lyn, Blackmail, Revolverheld oder AnnenMayKantereit. Krach am Bach ist eine Benefizveranstaltung ursprünglich zur Unterstützung von Schädel-Hirnpatienten, die im Verlauf der Veranstaltungen annähernd 150.000 € Spendengelder eingespielt hat, die inzwischen für unterschiedliche gemeinnützige Zwecke verwendet werden.
Im Jahr 2006 fand bereits zum dritten Mal der Kreative Pfad statt. Dabei handelt es sich um ein Kultur-Festival des Kulturkreises. Hier treffen sich anerkannte Künstler, Kunstpädagogen und Beelener Gruppen, Vereine und Privatpersonen zu einem Fest.
Am zweiten oder dritten Adventssonntag findet auf dem Kirchplatz ein Weihnachtsmarkt statt.
Alle zwei Jahre findet in Beelen eine Gewerbeschau statt.

## Wirtschaft und Infrastruktur

### Verkehr

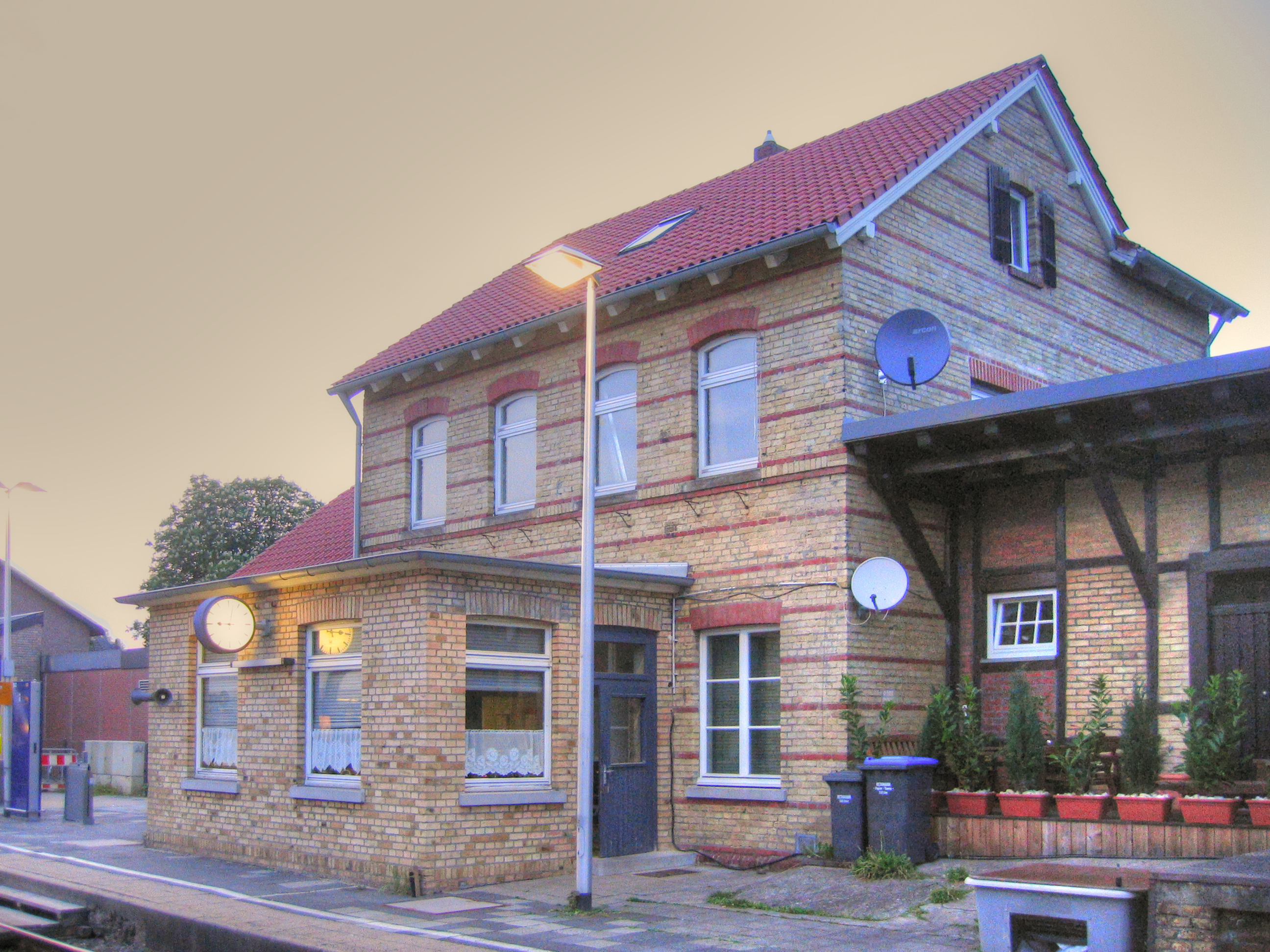
Bahnhof Beelen

Das Gemeindegebiet wird von der Bundesstraße 64 und die dazu parallel verlaufende Eisenbahnstrecke Münster – Bielefeld durchquert.
Der Bahnhof Beelen liegt an der Warendorfer Bahn, auf der im Stundentakt die RB 67 „Der Warendorfer“ Münster – Gütersloh – Bielefeld verkehrt. Durchgeführt wird der Schienenverkehr auf der Infrastruktur von DB-Netz seit dem 15. Dezember 2013 von der Eurobahn; zuvor von der NordWestBahn. Beelen gehört zum Westfalentarif.
| Linie | Verlauf | Takt   |
| ----- | --- | ------ |
| RB 67 | Warendorfer Bahn: Münster (Westf) Hbf – Telgte – Warendorf-Einen-Müssingen – Warendorf – Beelen – Clarholz – Herzebrock – Rheda-Wiedenbrück – Gütersloh Hbf – Isselhorst-Avenwedde (einzelne Züge morgens an Werktagen) – Bielefeld-Brackwede – Bielefeld Hbf Stand: Fahrplanwechsel Dezember 2021 | 60 min |

Auf der ehemals durchgehenden Linie Münster – Lippstadt verkehren Regiobusse nach Warendorf und Rheda-Wiedenbrück.
Etwa 2,5 km westlich des Zentrums liegt der Flugplatz Beelen.

### Wirtschaft
In Beelen ansässig sind u. a. folgende Unternehmen:
- Aumann AG (ehem. MBB Fertigungstechnik GmbH und Claas Fertigungstechnik GmbH)

Der Vorläufer der heutigen Aumann AG, die Claas Fertigungstechnik GmbH, wurde 1992 aus dem Hauptwerk der Fa. Claas in Harsewinkel nach Beelen ausgelagert. Im Jahr 2012 wurde die Claas Fertigungstechnik GmbH verkauft.
- Dingwerth Logistik GmbH

Die Dingwerth Logistik GmbH ist ein deutschlandweit arbeitendes Logistikunternehmen mit fünf Standorten
- Hartmann Möbelwerke GmbH

Die Hartmann Möbelwerke GmbH ist Spezialanbieter für vollmassive Wohnmöbel.
- Rampelmann & Spliethoff GmbH & Co. KG

Die Rampelmann & Spliethoff GmbH & Co. KG arbeitet im Bereich Stahlbau, z. B. Hallen- und Dachkonstruktionen und im Bereich Maschinenbau für die Landwirtschaft und betreibt ein Motorgerätecenter mit entsprechenden Serviceleistungen
- AGRATA Agrarhandel GmbH & Co KG

AGRATA ist ein Unternehmen, das zum Beispiel Kartoffeln und Zwiebeln umschlägt und verpackt.
- Volksbank

Die ehemals selbstständige Volksbank Beelen gehörte zwischenzeitlich zur Volksbank Clarholz-Lette-Beelen mit Sitz in Herzebrock-Clarholz und heute zur Volksbank im Ostmünsterland.

### Bildungseinrichtungen

#### Kindergärten und -tagesstätten
Der katholische St. Johannes-Kindergarten und die von der Elterninitiative Eltern für Kinder betriebenen Einrichtungen Friedrich-Fröbel-Kindertagesstätte und der Alexe-Hegemann-Kindertagesstätte sorgen für eine umfassende Betreuungsmöglichkeit für Kinder im Vorschulalter. Die Tagesstätten der Elterninitiative sind im Beelener Familienzentrum zusammengeschlossen.

#### Schulen
In Beelen gibt es eine katholische Grundschule. Seit der Schließung der von-Galen-Hauptschule im Jahr 2013 muss man für den Besuch weiterführender Schulformen auf andere umliegende Ortschaften ausweichen. 
Des Weiteren kann das Programm des VHS-Zweckverbandes Warendorf/Telgte/Beelen oder der Musikschule Beckum-Warendorf genutzt werden.

### Freizeit- und Sportanlagen
In Beelen gibt es zwei Sporthallen, vier Sportplätze (drei davon mit Flutlichtanlage), einen Bolzplatz (mit Flutlichtanlage), einen Skatingplatz, neun Spielplätze, ein Bouleplatz, eine Tennisanlage und eine Tennishalle. Dazu ein Netz an Rad- und Reitwegen und einen Streetsoccerplatz.

## Persönlichkeiten

### Ehrenbürger
- Wilhelm Deitert-Gerwin, Lokalpolitiker[11]
- Hermann Rüdenholz, ehemaliger Bürgermeister von Beelen[12]

### Söhne und Töchter der Gemeinde
- Richard Winkels (* 1920; † 2009), Landtagsabgeordneter 1961/1962, 1968–1985, 1986–1990, Präsident des Landessportbundes 1987–2005
- Hedwig Tarner (* 1960), Landtagsabgeordnete 1995–2000, seit 2009 Mitglied im Kreistag Warendorf. Mitglied des Vorstandes von Urgewald e. V.
- Christian Beermann (* 1974), Schauspieler